# Acanthocreagris focarilei
Espèce
Acanthocreagris focarilei est une espèce de pseudoscorpions de la famille des Neobisiidae.

## Distribution
Cette espèce est endémique de Toscane en Italie. Elle se rencontre sur l'île de Giglio et l'île d'Elbe.

## Publication originale
- Gardini, 1998 : The genus Acanthocreagris in Italy (Pseudoscorpionida, Neobisiidae). Fragmenta Entomologica, vol. 30, no 1, p. 1-73.